# AA Coruripe
A Associação Atlética Coruripe, röviden Coruripe, labdarúgócsapatát 2003-ban alapították Coruripe városában. Az Alagoano állami bajnokságban, és a brazil országos bajnokság negyedosztályában, a Série D-ben szerepel.	

## Története
A csapatot 2003. március 1-én hozták létre és a klub működésének első évében meg is nyerték Alagoas állam másodosztályú bajnokságát. 2004-ben már az állami első osztályban szerepeltek, ahol egészen a döntőig meneteltek, de a Corinthians (AL) túl nagy falatnak bizonyult. Hasonló eredménnyel zárták a 2005-ös szezont is, ekkor azonban a Arapiraquense állította meg őket. 2006-ban és 2007-ben viszont mindkét esztendőben bajnoki címet szereztek.	

## Sikerlista

### Állami
- 3-szoros Alagoano bajnok: 2006, 2007, 2014

## Játékoskeret
2015-től
| # |     | Poszt | Név            |
| - | --- | ----- | -------------- |
|   | BRA | K     | Sérvulo        |
|   | BRA | K     | Carlos         |
|   | BRA | K     | Roquelan       |
|   | BRA | K     | Wesley         |
|   | BRA | V     | Anderson       |
|   | BRA | V     | Willames       |
|   | BRA | V     | Antônio Carlos |
|   | BRA | V     | Fabrício Babi  |
|   | BRA | V     | Michel         |
|   | BRA | V     | Roni           |
|   | BRA | V     | Beto           |
|   | BRA | V     | Samuel         |
|   | BRA | KP    | João Paulo     |
|   | BRA | KP    | Thiago Lima    |
|   | BRA | KP    | Da Silva       |

| # |     | Poszt | Név           |
| - | --- | ----- | ------------- |
|   | BRA | KP    | Deivinho      |
|   | BRA | KP    | George        |
|   | BRA | KP    | Léo Maceió    |
|   | BRA | KP    | Jair          |
|   | BRA | KP    | Jota          |
|   | BRA | KP    | Mazinho       |
|   | BRA | KP    | Luiz Mário    |
|   | BRA | KP    | Thulio        |
|   | BRA | CS    | Renato        |
|   | BRA | CS    | Denílson      |
|   | BRA | CS    | Ivan          |
|   | BRA | CS    | Casa Grande   |
|   | BRA | CS    | Kaká          |
|   | BRA | CS    | Thiago Furlan |